# Will Shu
William Shu (dicembre 1979) è un imprenditore statunitense di base nel Regno Unito, co-fondatore e CEO di Deliveroo, una società di consegna di cibo online con operazioni distribuite in più di 200 città in 11 paesi.

## Biografia
Will Shu nasce nel 1979, in Connecticut, da genitori taiwanesi.
Nel 2001 consegue la laurea alla Northwestern University. Nel 2010, dopo un periodo di lavoro presso la Morgan Stanley a Londra, torna negli Stati Uniti per frequentare la Wharton Business School, presso cui ottiene un master nel 2012.

## Carriera
Shu comincia la sua carriera come analista finanziario per alcune società per poi passare a Morgan Stanley come investment banker.
Nel 2013 fonda Deliveroo insieme al suo amico d'infanzia e programmatore Greg Orlowski.
L'idea di fondare Deliveroo è venuta a Shu quando, lavorando presso Morgan Stanley, ha notato la mancanza di opzioni di consegna degli altri concorrenti in orario notturno. Per comprendere al meglio le esigenze dei clienti e migliorarne l'esperienza ha lavorato come addetto alle consegne per i primi otto mesi di vita dell'azienda.
Nel 2015, dopo due anni in cui Deliveroo ha operato a Londra crescendo grazie al passaparola, è iniziata l'espansione internazionale aprendo filiali a Parigi, Berlino e Dublino.
Nel novembre 2017 Deliveroo, ormai operante in 12 paesi e più di 150 città, ha raggiunto una valutazione da 1,5 miliardi di sterline.
Il 31 marzo 2021 Deliveroo viene quotata tramite IPO alla Borsa di Londra, con una capitalizzazione di mercato di quasi 6 miliardi di sterline. Shu, subito dopo la quotazione risulta essere il primo azionista persona fisica della compagnia, con una quota del 6,3% ed oltre il 50% dei diritti di voto.
Il 16 febbraio 2024 l'Evening Standard lo posiziona al cinquantesimo posto nella sua "Tech Rich List", che raccoglie gli imprenditori più ricchi nel settore tech britannico, con un patrimonio di 165,5 milioni di sterline.

## Controversie
Nel 2016, nel mezzo della disputa con i rider, Shu è stato criticato per aver aumentato il suo stipendio del 22,5%, portandolo a 125 mila sterline.
Critiche sono state sollevate anche in seguito all'aumento delle spese fisse da 28,8 a 142,2 milioni di sterline, per l'assunzione di nuovo personale ed i nuovi uffici di Londra, in un momento in cui Deliveroo subiva ingenti perdite. Inoltre, Shu ha distribuito quasi 4,5 milioni di sterline di bonus in azioni agli amministratori e a centinaia di altri dipendenti della sede centrale.